# ماثياس كارلسون
ماثياس كارلسون هو لاعب هوكي الجليد سويدي، ولد في 22 أغسطس 1995 في لينشوبينغ في السويد.

## وصلات خارجية
- ماثياس كارلسون على موقع EliteProspects.com (الإنجليزية)